# Я (Романтика)
«Я (Рома́нтика)» — психологічна новела українського письменника Миколи Хвильового, ідеєю якої є фатальна невідповідність між ідеалами революції та методами їх досягнення, засудження більшовицького революційного фанатизму; світ врятує любов, усепрощення.

## Присвята
«Я (Романтика)» має специфічну присвяту: «Цвітові яблуні», новелі М. Коцюбинського, де душа головного героя, батька, у якого померла донька, подібно до душі «Я», подвоїлась (у ній відбувається боротьба між людиною, що страждає від втрати дитини, та художником, який намагається зафіксувати усі деталі смерті, щоб у майбутньому використати для творчості). У М. Хвильового центром уваги є душа ліричного героя, що змагається між революційним обов'язком та гуманістичним началом.

## Сюжет
Твір починається з опису матері, яку оповідач порівнює з образом Діви Марії:
| «... воістину моя мати — втілений образ тієї надзвичайної Марії, що стоїть на гранях невідомих віків.» |
Раптово автор переносить читача у будинок розстріляного шляхтича («фантастичний палац»), у якому збирається «чорний трибунал комуни». Один за одним без суду та слідства ухвалюються вироки: «Розстрілять!» Після чергового засідання голова трибуналу вирішує пройтись обложеним містом, щоб побути на самоті. Потім він повертається додому, де мати:
| «... бере моє стомлене обличчя в свої сухі старечі долоні й схиляє свою голову на мої груди. Вона знову каже, що я, її м'ятежний син, зовсім замучив себе.» |
У центрі уваги наступної картини динамічний рух кавалеристів, що рухаються «з позиції на позицію», гарматні вибухи та грім блискавиць. Несподівано сцена змінюється на інтер'єр княжого будинку, в якому продовжує працювати штаб Духоніна. Опісля кількох розглянутих справ до кабінету заводять групу черниць, що звинувачується у веденні агітації проти комуни. Серед інших главковерх впізнає рідну матір.
Цілу ніч він «розбирає діла», але вже твердо знає, як вчинить. В обід до нього приходить Андрюша і починає переконувати «Я» відпустити з-під варти матір. Їхню розмову перериває грім снаряду: ворог наступає. Черниць вирішують розстріляти під час відступу за містом.
Доктор Тагабат перед розстрілом підходить до голови трибуналу та промовляє:
| «Ваша мати там! Робіть, що хочете!» | Той, мов у маренні, підходить до засудженої та фанатично убиває її.

## Герої та цитатна характеристика
Відомий філософ Мирослав Попович переконаний, що персонажі твору — «усе це різні кінці душі» одного й того самого «Я», які символізують різні боки свідомості головного героя.
- Голова «чорного трибуналу» (фанатик з роздвоєною душею)

| «Тут, у тихій кімнаті, моя мати не фантом, а частина мого власного злочинного „я“, якому я даю волю. Тут, у глухому закутку, на краю города, я ховаю від гільйотини один кінець своєї душі.» |
- Мати (втілення всеохопної доброти й милосердя Богоматері)

| «Моя мати — наївність, тиха жура і добрість безмежна. (Це я добре пам'ятаю!) І мій неможливий біль, і моя незносна мука тепліють у лампаді фанатизму перед цим прекрасним печальним образом.» |
- Доктор Тагабат (садист, злий геній) та дегенерат (єдино вірний пес, страж революції, що не знає сумнівів)

| «Доктор Тагабат розвалився на широкій канапі вдалі від канделябра, і я бачу тільки білу лисину й надто високий лоб. За ним іще далі в тьму — вірний вартовий із дегенеративною будівлею черепа. Мені видно лише його трохи безумні очі, але я знаю: — у дегенерата — низенький лоб, чорна копа розкуйовдженого волосся й приплюснутий ніс. Мені він завжди нагадує каторжника, і я думаю, що він не раз мусив стояти у відділі кримінальної хроніки.» |
| «Цей доктор із широким лобом і білою лисиною, з холодним розумом і з каменем замість серця, ― це ж він і мій безвихідний хазяїн, мій звірячий інстинкт. Коли доктор ― злий геній, зла моя воля, тоді дегенерат є палач із гільйотини. Так, це був незамінний вартовий: не тільки Андрюша ― i ми грішили: я й доктор. Ми часто ухилялися доглядати розстріли. Але він, цей дегенерат, завше був солдатом революції, i тільки тоді йшов з поля, коли танули димки й закопували розстріляних.» |
- Андрюша (комунар, який творить усе супроти своєї волі)

| «Андрюша сидить праворуч мене з розгубленим обличчям і зрідка тривожно поглядає на доктора. Я знаю, в чому справа. Андрюшу, мого бідного Андрюшу, призначив цей неможливий ревком сюди, в „чека“, проти його кволої волі.» |
Кожен з них це певний психологічний стан головного героя, що здатен змінюватися іншим.

## Аналіз твору

### Суспільно-політичні умови
Тема
Автор зобразив антигуманний руйнівний характер громадянської війни й революції, що призвели до зречення власного «Я», протиборства добра і зла в душі головного героя, його роздвоєності: «Я — чекіст, але і людина».
Ідея
Світ врятує любов, усепрощення.
 Жанр 
«Я (Романтика)» — психологічна новела. Деякі літературознавці стверджують, що оповідання є імпресіоністичним, тому що автор акцентує увагу на мінливості відчуттів і вражень, як-от: регіт Тагабата, запах м'яти тощо та застосовує різноманітність зорових та слухових образів. Особливістю даної новели є синтез ілюзії та дійсності. Нерідко читачу буває надзвичайно тяжко відрізнити, чи описувані події й відчуття реальні, чи це тільки уявлювані, нафантазовані
головним героєм картини.

| «…Що це? невже знову галюцинація? Я відкидаю голову. Так, це була галюцинація» |

### Композиційно-стильові особливості

#### Композиційні особливості
- заспів (лірико-романтичний зачин), що вводить читача в складний психологічний світ (показана розмова матері із сином напередодні грози);
- три частини — три різні фронтові ситуації, три різні душевні стани героя, протягом яких читач спостерігає зміну у ставленні героя до вбивства.

Микола Хвильовий використовує у творі композиційні рамки:

| З далекого туману, з тихих озер загірної комуни шелестить шелест: то йде Марія. |
| ...Я зупинився серед мертвого степу: — там, в дальній безвісти, невідомо горіли тихі озера загірної комуни. |

#### Найважливіші стильові ознаки
розповідь від першої особи «Я» ; драматизм;лаконізм; виразні художні деталі; глибокий психологізм; відмова від традиційного описового реалізму; часові зміщення; символічність образів, деталей, наприклад безіменність персонажів (символ, деталь): революційна дійсність нівелює людську індивідуальність; годинник — пересторога, що життя — коротке.

### Проблематика
- збереження людської індивідуальності, цільності людської натури як необхідність існування людини;
- розбіжність між мрією і дійсністю;
- мети і засобів її досягнення;
- колізії між гуманізмом і фанатизмом;
- роздвоєння особистості.